# Zooplanctonophage
Un zooplanctivore est un animal se nourrissant de migro-organismes animaux constituant le zooplancton. Sont zooplanctivores divers poissons (les cirrhilabrus).
Bien que le plancton soit constitué de créatures minuscules, comme le krill, il est capable de constituer des masses colossables, seules à même de nourrir les corps énormes des baleines à fanons.